# Amaro Borsci
L'Amaro Borsci (Aussi appelé Elisir San Marzano) est un amer italien, produit par la maison Borsci depuis 1840, reconnaissable à son étiquette jaune.

## Histoire
La maison Borsci fut fondée par Giuseppe Borsci à San Marzano di San Giuseppe, dans les Pouilles, dans les années 1840. En 1964, avec le développement de l'activité, la famille Borsci installe sa production à Taranto. L'entreprise appartient toujours aux descendants Borsci.

## Caractéristiques
L'amaro Borsci est de couleur noire et titre 34 % et est obtenu à partir de l'infusion de plantes aromatiques et d'épices.
Il existe en conditionnements de 30ml à 1,5L, mais c'est la bouteille de 70cl qui est la plus vendue.

## Consommation
Il se consomme le plus souvent sec en tant que digestif, mais peut se consommer rallongé d'eau de Seltz en apéritif ou pour agrémenter le café ou la glace. Du fait de la multiplicité d'utilisations (comme arôme dans les desserts, comme boisson apéritive, digestive, etc.) une des qualités vantées par la marque est sa "versatilità" (polyvalence).